# Hadjar al-Nasr
Hadjar al-Nasr (Roca del voltor), també Hadjar al-Shurafa, fou una fortalesa fundada pels idríssides a la rodalia d'al-Basra (Marroc), avui dia al territori de la tribu Sumatra, a l'est-nord-est de Kasr al-Kabir.
El 929 quan la branca idríssida dels Banu Muhammad foren expulsats de Fes després de l'assassinat del seu príncep, al-Hadjdjam, es van establir a al-Basra; van resistir als fatimites amb el suport dels amazics que tenien una gran devoció pels descendents del Profeta. Sota el príncep idríssida al-Hassan ibn Gennun (o Ibn Gannum), aquest va oscil·lar entre els omeies de Còrdova i el fatimites i va consolidar el principat que el 972 incloïa al-Basra, Tànger i Tetuan. En aquest any el califa omeia de Còrdova al-Hakam II va enviar una flota i un exèrcit contra el principat i al-Hassan ibn Gannun es va refugiar a la fortalesa amb l'harem i els tresors i després de diversos combats va poder derrotar els omeies el 30 de desembre del 972, en el qual va morir el general omeia Ibn Tumlus, i els que van sobreviure es van retirar cap a Ceuta. En revenja al-Hakam va enviar al seu millor general, el mawla Ghalib, amb un fort exèrcit, que es va presentar davant Hadjar al-Nasr. Ibn Gannum va resistir però els omeies van enviar més forces i un carregament d'or per subornar els suports del príncep. El 6 d'octubre del 973 al-Basra fou ocupada pels omeies, i el 19 de març del 974, ja amb tot perdut, Ibn Gannum va decidir capitular; una setmana després va haver d'assistir a la mesquita a la lectura de la khutba en nom d'al-Hakam. Sis mesos després Ghalib va tornar a Còrdova amb el príncep derrotat i els seus parents, arribant el 23 de setembre del 974; els set-cents soldats que havien participat en la conquesta van rebre recompenses.
Després del 974 la fortalesa no torna a ser esmentada i aviat va quedar en ruïnes.